# 竹内一樹
竹内 一樹（たけうち かずき、1985年3月1日 - ）は日本のミュージカル俳優である。劇団四季所属。大阪府出身。

## 来歴
小学4年生の頃に公立小学校から学校法人きのくに子どもの村学園への転校に伴い和歌山県橋本市に移住し、高校卒業まで過ごした。高校生の時に見た『キャッツ』に憧れ、高校卒業後は大阪府に戻り大阪芸術大学芸術学部舞台芸術学科ミュージカルコースへ進学した。厂原時也は大学の同級生である。大学で声楽、ダンス、バレエなどのレッスンを重ね、4年の時に劇団四季研究生オーディションに合格し、大学卒業後の2007年4月に研究所へ入所した。47期の同期生には柿澤勇人、五所真理子、斎藤准一郎、斎藤洋一郎、酒井良太、高橋亜衣、玉井晴章、八鳥仁美、原田真由子などがいる。同年に『ジーザス・クライスト＝スーパースター』で四季の舞台に参加する。

## 主な出演作品
- マンマ・ミーア（スカイ、アンサンブル）
- 春のめざめ（エルンスト、アンサンブル）
- ジーザス・クライスト＝スーパースター（アンサンブル）
- 嵐の中の子どもたち（ケン）
- コーラスライン（ボビー、ポール）
- リトルマーメイド（エリック）
- アンデルセン（ハンス・クリスチャン・アンデルセン）
- アナと雪の女王（オーケン）